# 井上卓也 (サッカー指導者)
井上 卓也（いのうえ たくや、1967年8月2日 - ）は、兵庫県出身のサッカー指導者。

## 来歴
明石南高校、大阪体育大学を経て、ドイツ体育大学ケルンへ留学。ここでズデンコ・ベルデニックと出会い、交流を持つ。
帰国後は、指導者としてジェフユナイテッド市原、ブランメル仙台を渡り歩いた。
2008年より大宮アルディージャに移り、通訳や下部組織のコーチを歴任。2012年6月、ベルデニックの監督就任に伴い、トップチームのヘッドコーチに就任。2014年からはU-12のコーチを務める。
2015年1月、U-18シンガポール代表監督への就任が発表された。
2020年4月、東洋大学体育会サッカー部の監督に就任。
2024年12月、第73回全日本大学サッカー選手権大会で初優勝に導く。

## 所属クラブ
- 兵庫県立明石南高等学校
- 大阪体育大学
- ドイツ体育大学ケルン

## 指導歴
- 1995年  ジェフユナイテッド市原ユース コーチ
- 1996年 - 1997年  ブランメル仙台
  - 1996年 トップチーム コーチ
  - 1997年 ジュニアユース 監督
- 1998年 - 2007年  ジェフユナイテッド市原 / ジェフユナイテッド市原・千葉
  - 1998年 ジュニアユース コーチ
  - 1999年 ジュニアユース 監督
  - 2000年1月 - 8月 トップチーム コーチ
  - 2000年9月 - 2001年 育成部 コーチ
  - 2002年 ジュニアユース 監督
  - 2003年 - 2004年 ユース 監督
  - 2005年 - 2007年 トップチーム コーチ
- 2008年 - 2014年  大宮アルディージャ
  - 2008年 - 2010年 トップチーム 通訳
  - 2011年 - ジュニア コーチ
  - 2012年1月 - 6月 ユース コーチ
  - 2012年6月 - 12月 トップチーム ヘッドコーチ
  - 2013年 トップチーム コーチ
  - 2014年 - U-12 コーチ
- 2015年  U-18シンガポール代表監督
- 2016年 - 2017年  U-19シンガポール代表監督
- 2018年 - 2019年  U-18シンガポール代表監督
- 2020年 - 東洋大学体育会サッカー部監督